# Замок Буонконсильо
Замок Буонконсильо (итал. Castello del Buonconsiglio) — замок в итальянском городе Тренто, один из важнейших культурно-исторических памятников области Трентино-Альто-Адидже.

## История
Наиболее древняя часть замка, Castelvecchio (Кастельвеккьо - «Старый замок»), была возведена в XIII веке на холме, известном в то время как Malconsey, где раньше располагался римский каструм. Название холма, а впоследствии и замка, происходило от латинского Castrum malli seu consilii («Каструм общественных собраний») и было видоизменено в первой половине XIV века при епископе Энрико Мецском (ит.) на более благозвучное Bonconsey (от латинского bonus — «хороший», в противопоставление созвучному части оригинального названия malus — «плохой»), а в дальнейшем преобразовано в Bonconsilium и позже в Buonconsiglio.
Буонконсильо являлся резиденцией князей Трентского епископства на протяжении XIII—XVIII веков. 
Ныне это обнесённый стеной ряд сооружений различных эпох, среди которых — Castelvecchio и Torre d’Augusto (Торре д’Аугусто - «Башня Августа»), относящиеся по стилю к романской архитектуре. На рубеже XIV и XV веков старейшая постройка замка, Castelvecchio, была соединена с башней Torre Aquila (ит., Торре Акуила - «Орлиная башня»), внутренняя роспись стен которой приписывается художнику из Богемии, известному как мастер Венцеслав (ит.). Роспись представляет собой череду фресок под названием Ciclo dei mesi (ит., Чикло дей мези - «Цикл месяцев»), изображающих одиннадцать месяцев года (март был утерян при пожаре) и являющихся лучшим примером интернациональной готики в провинции Трентино, одним из наиболее значительных во всей Северной Италии.
В 1514 году, впервые за долгое время, главой Трентского епископства стал местный священнослужитель Бернардо Клезио, поставивший своей целью изменить «мрачный» облик средневекового Тренто, сформировавшийся под влиянием пришлых суверенов. Начав перестройку города и перенеся русло притока Адидже — Ферзины (ит.) — на юг, он решил придать и замковому комплексу «ласкающие взор» черты итальянского Возрождения, для чего был построен Magno palazzo (Маньо палаццо - «Большой дворец»). Палаццо стал новой резиденцией епископов; в нём также предполагалось размещать высоких гостей. Его украсили работы таких выдающихся итальянских живописцев, как Доссо Досси, Джироламо Романино и Марчелло Фоголино.
Во время правления князя-епископа Франческо Альберти Пойа (ит.) было возведено здание Giunta Albertiana (Джунта Альбертиана - «Альбертианская пристройка»), обеспечившее связь между средневековыми строениями и Magno palazzo. Фрески в сооружении, вероятно, принадлежат местному мастеру Джузеппе Альберти (ит.), бывшему доверенным художником епископа.
С 1924 года в замке Буонконсильо располагается музей, в экспозиции которого археологические находки, а также предметы искусства античного, средневекового и модернистского периодов.

## Галерея

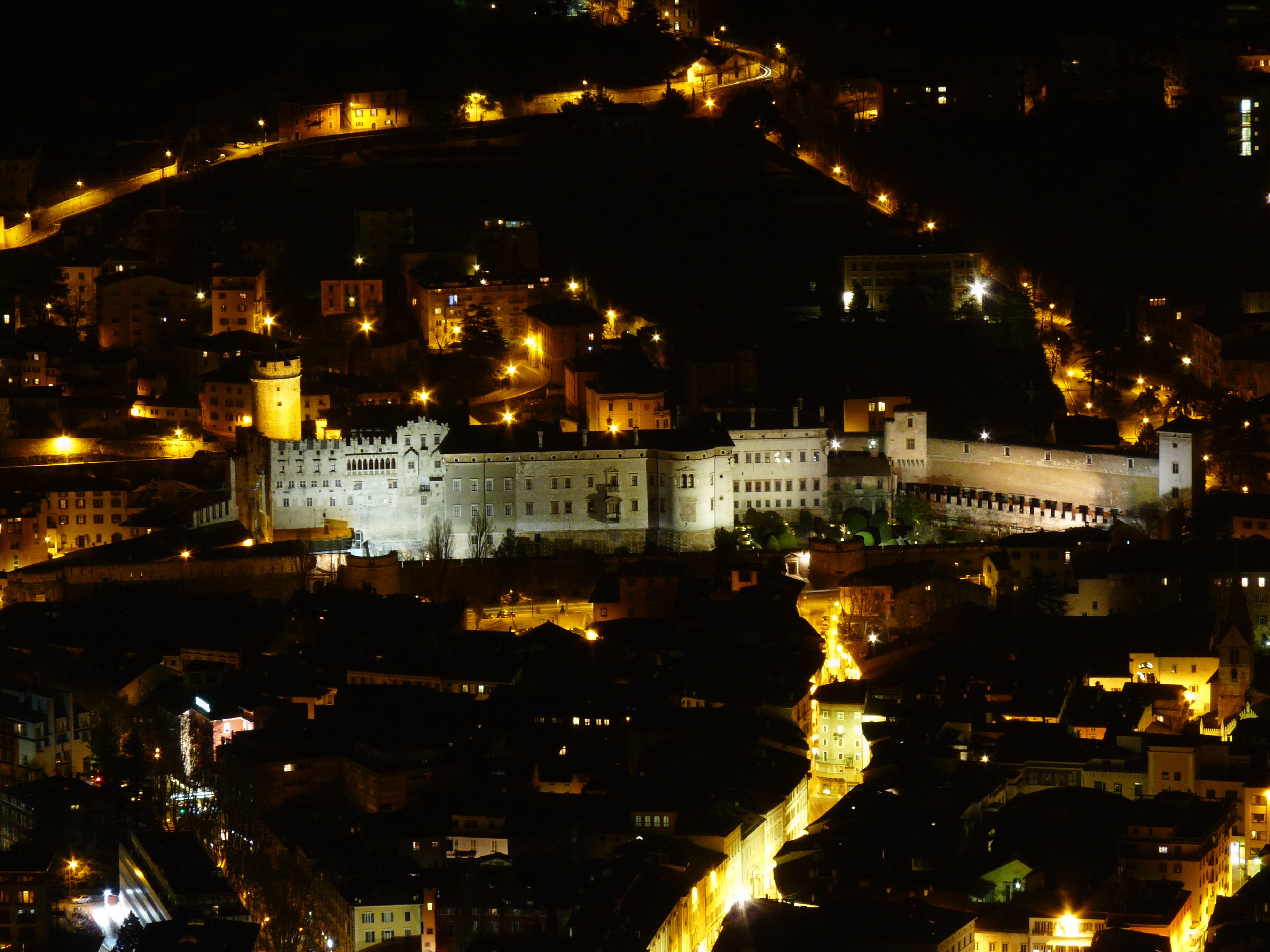
Замок Буонконсильо ночью
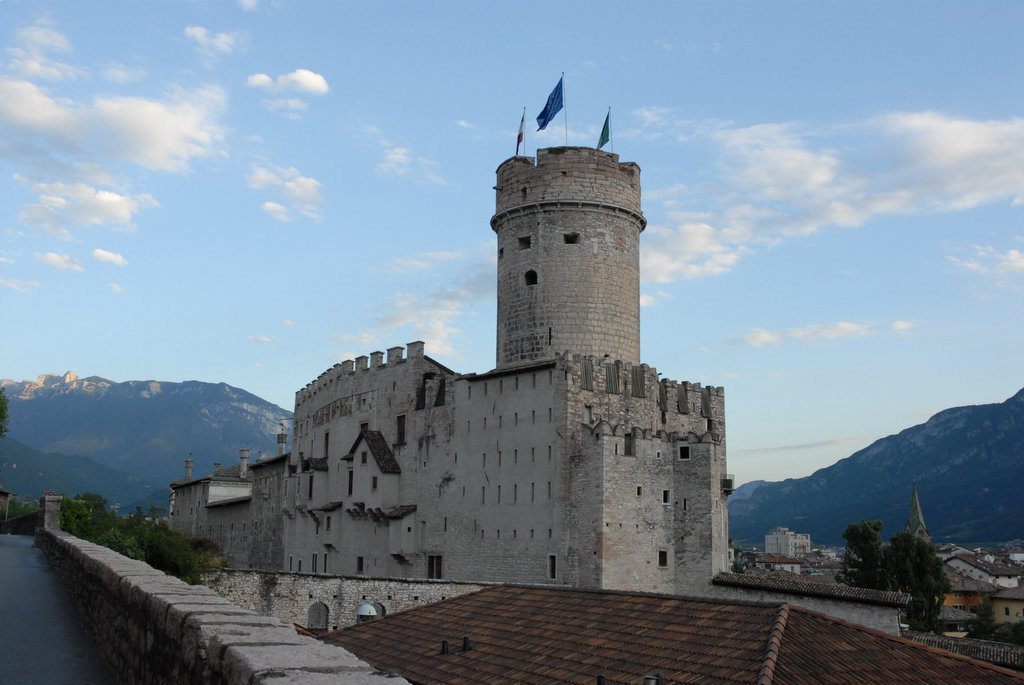
Torre d'Augusto
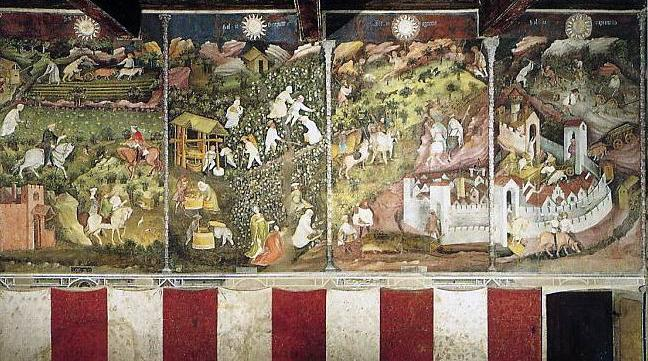
Мастер Венцеслав, Цикл месяцев — Сентябрь, Октябрь, Ноябрь и Декабрь, Torre Aquila, около 1400
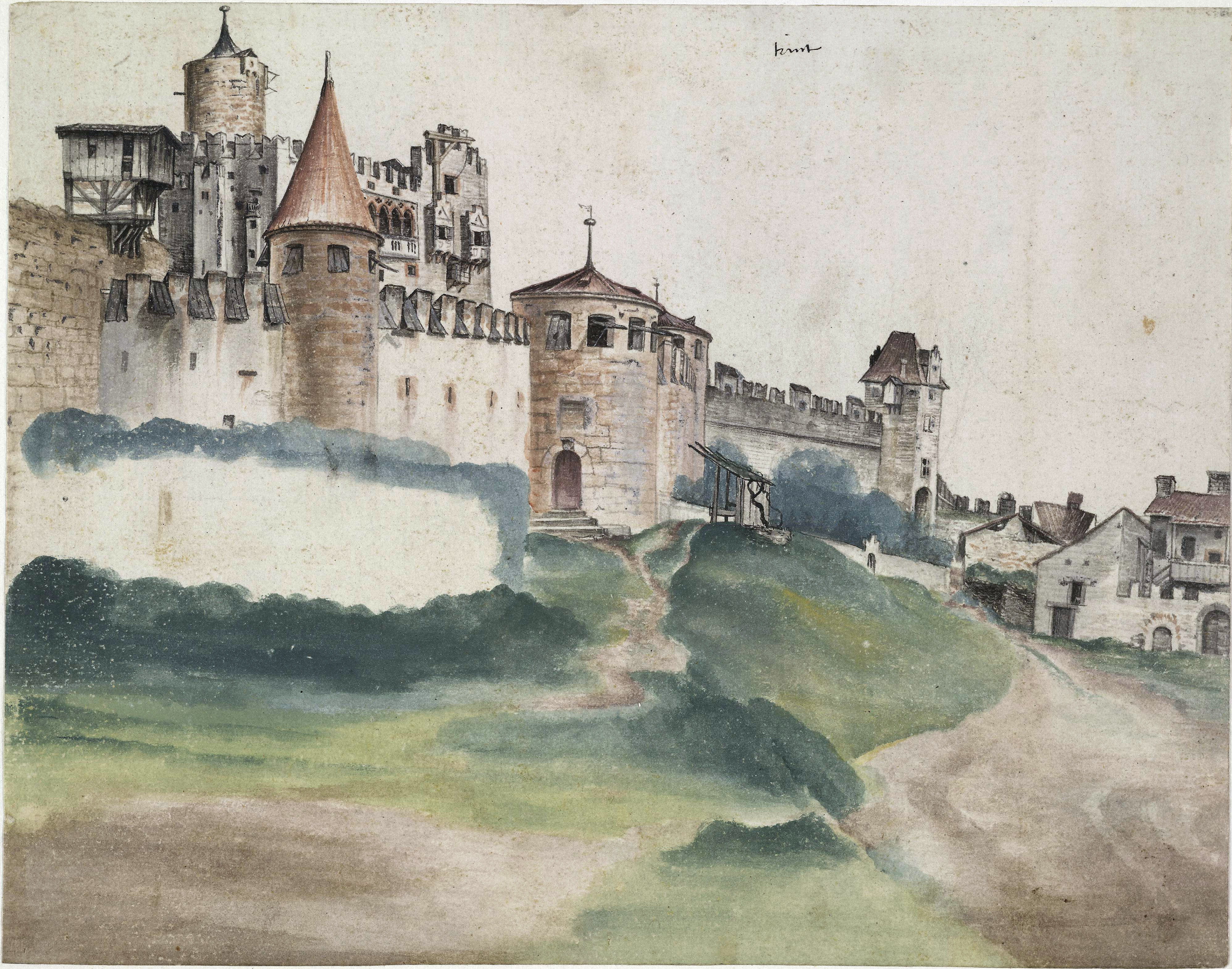
Альбрехт Дюрер, Замок в Тренто, 1495
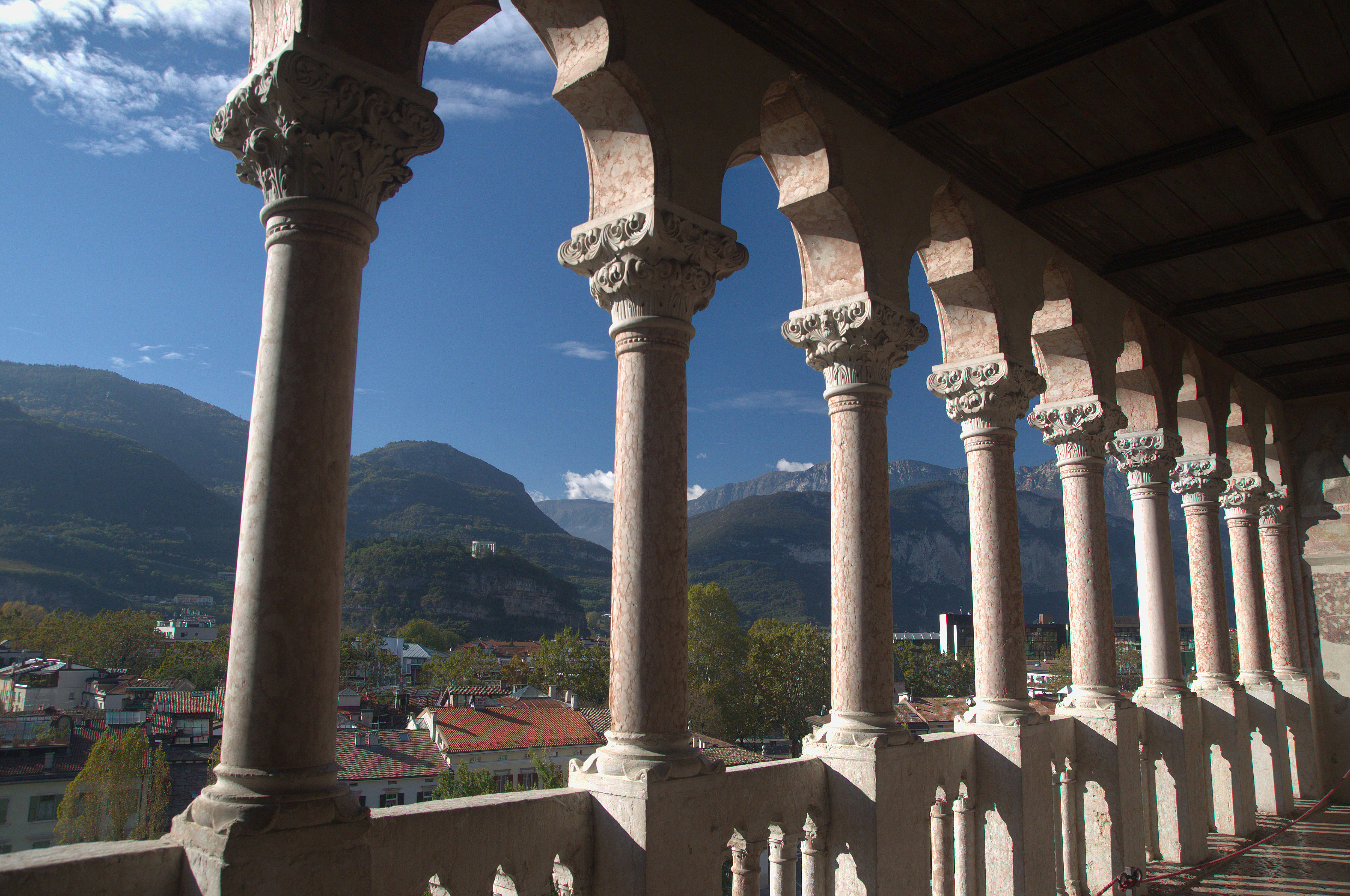
Галерея замка в стиле североитальянской готики
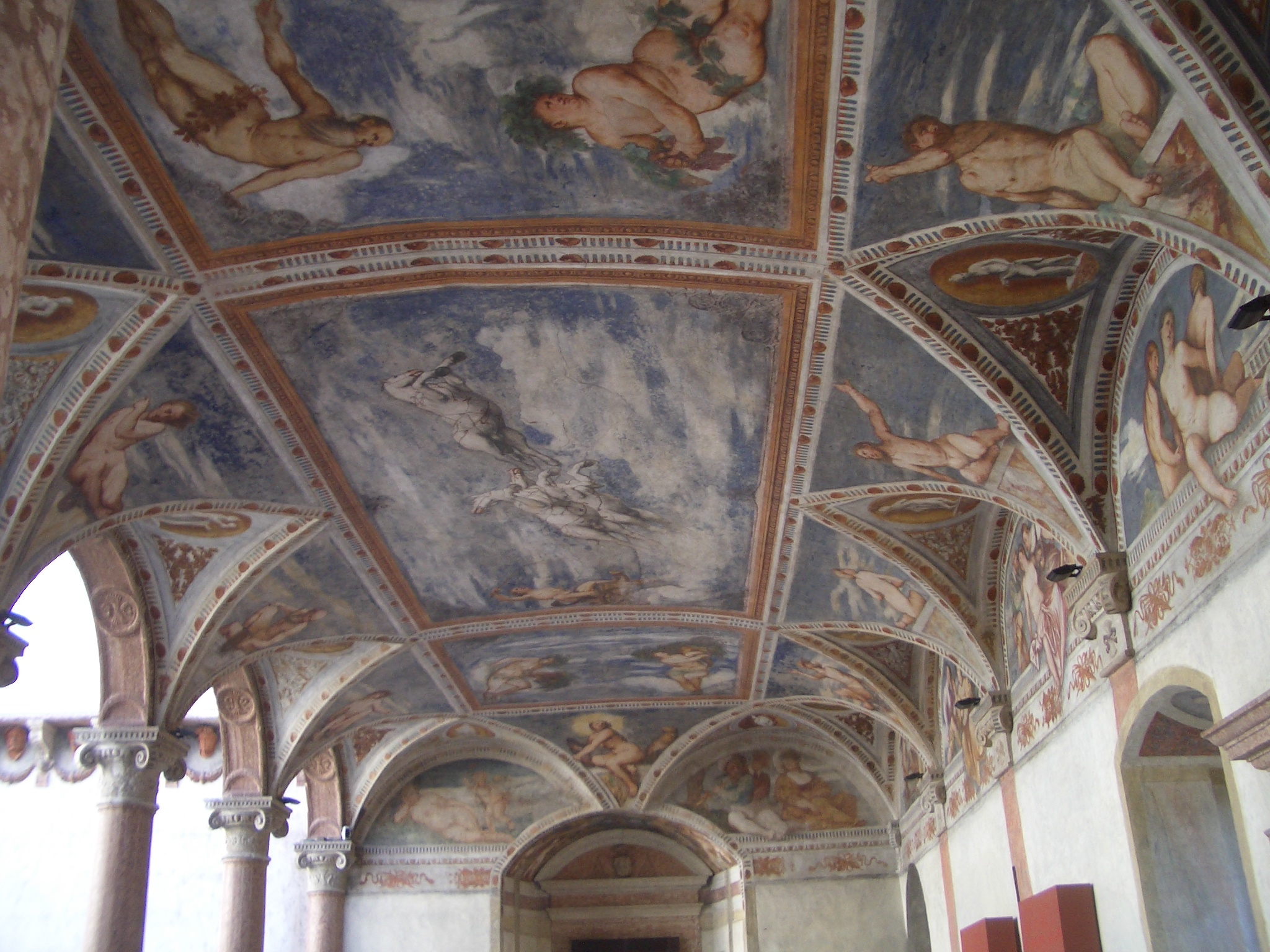
Фрески лоджии замка
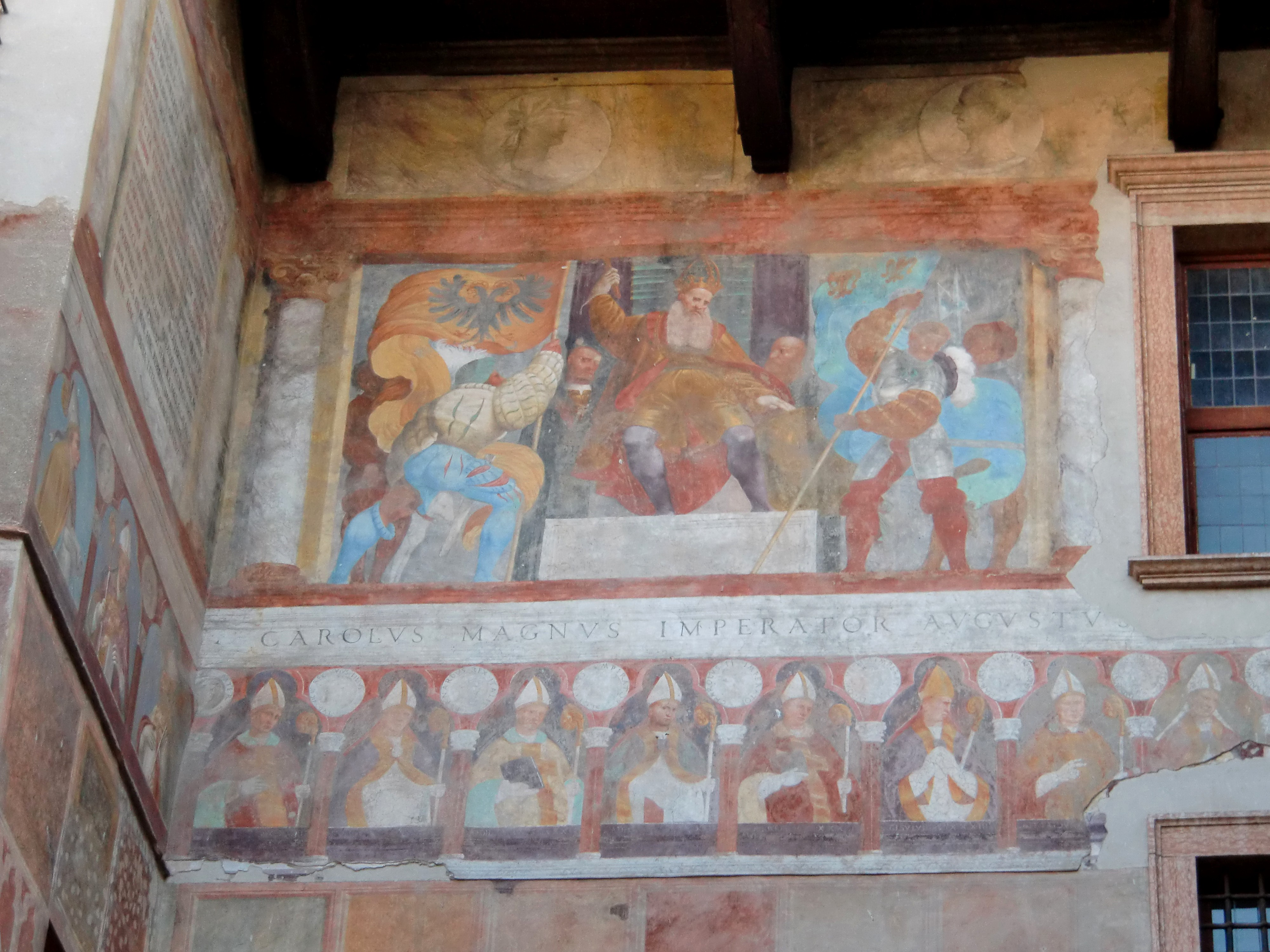
Марчелло Фоголино, Карл Великий на своём троне, Magno Palazzo, 1531-1532
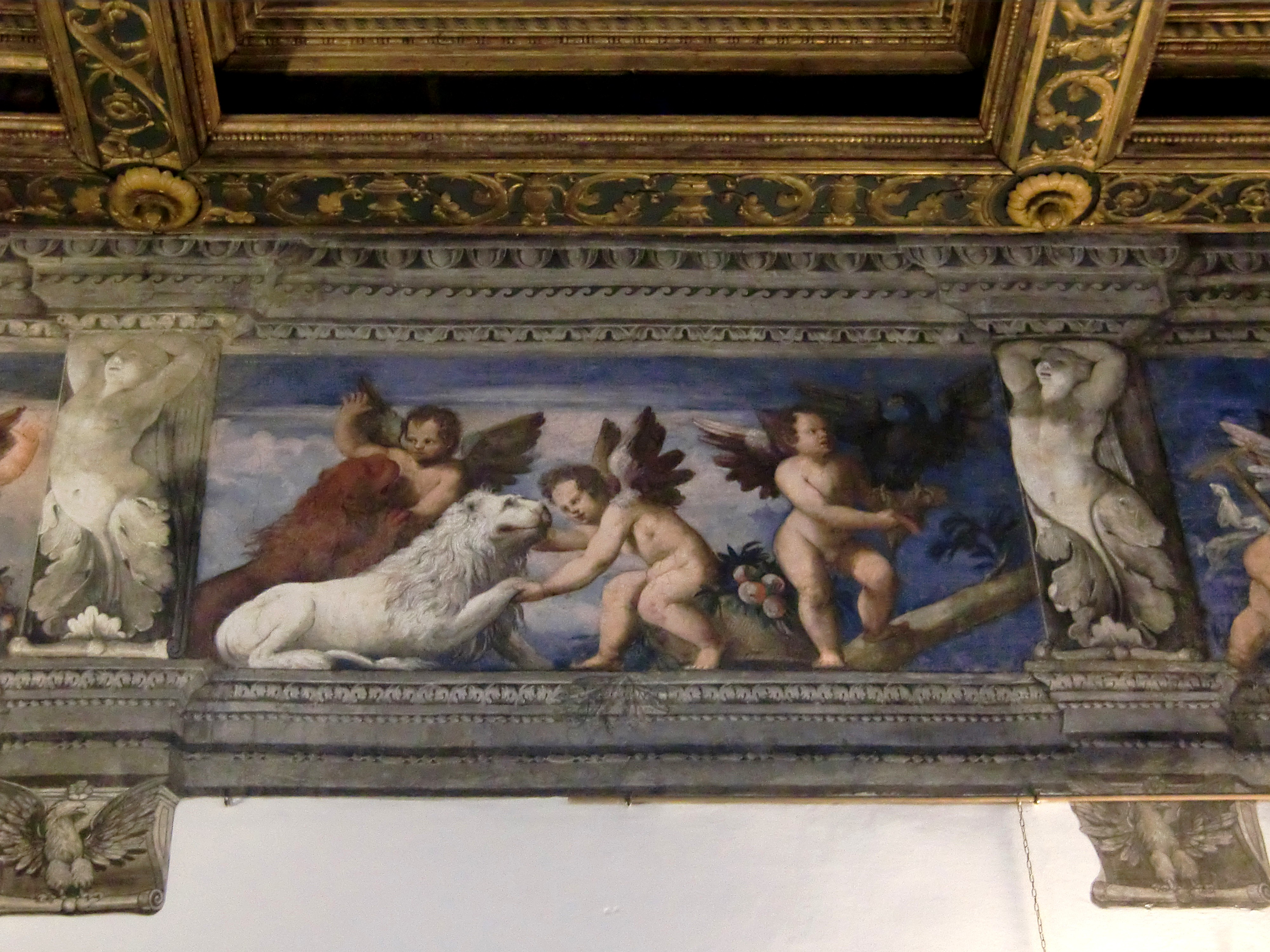
Доссо Досси и Баттиста Досси (ит.), Sala Grande, 1531